# Fox Sports International
Fox Sports International là một thương hiệu của hệ thống các kênh thể thao, bộ phận phát sóng, chương trình và các phương tiện truyền thông khác trên khắp thế giới do gia 21st Century Fox kiểm soát hoặc sở hữu một phần.

## Kênh

### Châu Á
- Fox Sports, một nhóm các kênh thể thao được phát sóng trong khu vực Đông Á và Đông Nam Á, trước đây là ESPN Star Sports.
  - Fox Sports, trước đây là ESPN.
  - Fox Sports 2, trước đây là Star Sports.
  - Fox Sports 3, trước đây là ESPN HD và Fox Sports Plus HD.

### Brazil
- Fox Sports Brazil, phát sóng 24 giờ mỗi ngày bắt đầu từ ngày 5 Tháng Hai năm 2012.
- Fox Sports 2.

### Mỹ Latin
- Fox Sports (Latin America) là một mạng truyền hình trả tiền tiếng Tây Ban Nha phát sóng tới nhiều quốc gia Mỹ Latinh.
  - Fox Sports
  - Fox Sports 2: trước đây là Fox Sports+
  - Fox Sports 3 (không có sẵn tại Brazil): trước đây là Speed Channel, được ra mắt lần đầu năm 2012 và phát sóng các chương trình liên quan đến xe hơi.
  - Fox Sports Premium: ra mắt năm 2007, chuyên phát sóng các trận đấu của Giải bóng đá hạng nhất Argentina (chỉ có ở Argentina).

### Châu Phi
- Fox Sports Africa, ra mặt vào Tháng Tám năm 2014 tại khu vực Châu Phi Hạ Sahara. Từ ngày 30 Tháng Tám năm 2019, các kênh và trang web của Fox Sports Africa đổi thương hiệu thành ESPN.

### Canada
- Fox Sports World Canada, một kênh chuyên biệt chủ yếu bao gồm bóng đá Hiệp hội và các sự kiện khác trên khắp thế giới hoạt động từ năm 2001 đến 2012.

### Trung Đông
- Fox Sports Middle East là một kênh thể thao được phân phối bởi Star Select.

### Israel
- Fox Sports Israel lần đầu được phát sóng tại Israel năm 2001 bởi nhà cung cấp truyền hình vệ tinh yes và kể từ 2010 kênh được phát sóng định dạng HD.

### Nước Ý
- Fox Sports Nước Ý là một kênh thể thao của Nước Ý được ra mắt vào năm 2013 cùng với Fox Sports Plus và Fox Sports 2, bao gồm bóng đá, MLB, NFL, NCAA Sports, Volley Champions League và Euro League Basketball. Năm 2018, kênh đã bị giải thể.

### Đảo Síp, Hy Lạp, Malta và Thổ Nhĩ Kỳ
- Fox Sports Turkey là một kênh thể thao được phân phối bởi Digiturk.

### Hàn Quốc
- JTBC3 Fox Sports, một kênh thể thao được sở hữu bởi sự hợp tác giữa Fox Networks Group Asia Pacific và JTBC.

### Nhật Bản
- Fox Sports & Entertainment bắt đầu sản xuất các chương trình thể thao từ năm 2013.

### Hà Lan
- Fox Sports (Netherlands),[3] một nhóm các kênh thể thao được sở hữu bởi Eredivisie Media & Marketing và 51% bởi Fox Networks Group Benelux.
  - Fox Sports Eredivisie, 3 kênh cao cấp. Phát sóng độc quyền các trận đấu trực tiếp của Giải vô địch quốc gia Hà Lan, hạng thi đấu cao nhất của bóng đá Hà Lan.
  - Fox Sports International (Netherlands), 3 kênh cao cấp bao gồm một số giải bóng đá châu Âu.